# Petar Nikezić
Petar Nikezić (Zmajevo, 3 de abril de 1950 - Novi Sad, 19 de julio de 2014) fue un futbolista serbio que jugaba en la demarcación de delantero.

## Biografía
Debutó como futbolista en 1967 con el FK Vojvodina. Jugó en club durante once temporadas, jugando un total de 263 partidos y habiendo marcado 91 goles. Además ganó la Copa Intertoto de 1976, y la Copa Mitropa un año después. Tras un breve paso por el Tulsa Roughnecks estadounidense y el FC Linz austríaco, volvió al FK Vojvodina por un año. En 1980 fichó por el NK Osijek, ganando la Segunda Liga de Yugoslavia. Tras jugar en el HNK Šibenik, se retiró como futbolista en 1984.
Falleció el 19 de julio de 2014 en Novi Sad a los 64 años de edad.

## Selección nacional
Llegó a jugar un total de tres partidos con la selección de fútbol de Yugoslavia. Hizo su debut contra la selección de fútbol de Alemania Democrática en un partido de clasificación para la Eurocopa de 1972.

## Clubes
| Club             | País           | Año         | Partidos | Goles |
| ---------------- | -------------- | ----------- | -------- | ----- |
| FK Vojvodina     | Yugoslavia     | 1967 - 1978 | 263      | 91    |
| Tulsa Roughnecks | Estados Unidos | 1978        | 2        | 0     |
| FC Linz          | Austria        | 1978 - 1979 | 16       | 1     |
| FK Vojvodina     | Yugoslavia     | 1979 - 1980 | 26       | 9     |
| NK Osijek        | Yugoslavia     | 1980 - 1982 | 29       | 11    |
| HNK Šibenik      | Yugoslavia     | 1982 - 1984 | 6        | 2     |

## Palmarés

### Campeonatos continentales
| Título                     | Club         | País    | Año  |
| -------------------------- | ------------ | ------- | ---- |
| Copa Intertoto de la UEFA  | FK Vojvodina | Serbia  | 1976 |
| Copa Mitropa               | FK Vojvodina | Serbia  | 1977 |
| Segunda Liga de Yugoslavia | NK Osijek    | Croacia | 1981 |